# Janthinisca signifera
Janthinisca signifera är en fjärilsart som beskrevs av Holland 1893. Janthinisca signifera ingår i släktet Janthinisca och familjen tandspinnare. Inga underarter finns listade i Catalogue of Life.